# Vyborg
Vyborg (russisk: Вы́борг, tr. Vyborg; finsk: Viipuri; svensk: Viborg; tysk: Wiburg) er en by i Leningrad oblast, Rusland, i en del af det område som Finland måtte afstå til Sovjetunionen efter 2. verdenskrig. Byen har 71.279(2024) indbyggere. Vyborg ligger ved Finske Bugt på det Karelske næs. Hovedgaden i Vyborg hedder Lenina prospekt, mens den under finsk styre hed Torkkelinkatu (svensk: Torgilsgatan) efter byens grundlægger.

## Historie
Det område hvor Vyborg ligger var oprindelig en handelsplads ved Vuoksiflodens vestlige gren, der er udtørret. Området var beboet af karelere, en østersøfinsk folkestamme, som kom under Novgorods og Sveriges herredømme.
Den første borg ved Vyborg blev grundlagt på en lille holm i den inderste del af Den Finske Bugt nær en gammel karelsk bosættelse og handelsplads fra 900-tallet under det tredje svensk korstog i 1293  af den svenske rigsmarsk Torgils Knutsson. Sverige og Republikken Novgorod kæmpede gennem årtier om kontrollen med slottet. Ved Nöteborg-traktaten i 1323 blev Vyborg endeligt anerkendt som en del af Sverige. Byen modstod Daniil Shchenyas (russisk: Даниил Щеня) langvarige belejring under den russisk-svenske krig i 1496-1499.
Ikke lang tid efter slottets opførelse opstod en handelsplads, Gamla Vyborg, i dets nærhed. Vyborg omtales i 1300-tallet og fik byrettigheder i 1403 af kong Erik af Pommern.
Under det svenske herredømme var Vyborg tæt forbundet med den svenske uradelsslægt Bååt, der oprindelig var fra Småland. Næsten alle senmiddelalderlige lensherrer af Vyborg nedstammede fra, eller var gift ind i, Bååt-slægten. I praksis fungerede lensgreven som pfalzgreve, selvom de ikke formelt havde denne titel: de havde feudale privilegier og ret til at beholde alle kronens indkomster fra lenet, som blev brugt til forsvaret af rigets østlige grænse.
Vyborg forblev på svenske hænder, indtil byen blev indtaget af zar Peter den Store efter belejring under Den Store Nordiske Krig (1710). Ved Freden i Nystad (1721), der afsluttede krigen, tilfaldt byen og en del af Gammel Finland (de østlige dele af Vyborg län) Rusland.
Vyborgs slot blev støttepunkt for det svenske styre i disse egne og var gennem århundreder rigets vigtigste værn mod Rusland; det var i den senere del af middelalderen rigets vigtigste fæstning næst efter Stockholm. I middelalderen havde Vyborgs slottslän og dets befalende en særskilt status inden for rigets administration, i lighed med pfalzstatus, palatinatet. De geografiske betingelser for stæder som Vyborg ved østgrænsen og Lödöse ved vestgrænsen i det svenske rige gjorde at disse to stæder mange gange tog selvstændige beslutninger på grund af at centralmagten var for langt borte når hurtige beslutninger af betydning for rigets sikkerhed skulle tages. Blandt de mægtige hövitsmän, på grund af deres administrative myndighed og afstanden fra hovedstaden næsten uafhængige, som sad på Vyborg, kan nævnes Bo Jonsson Grip, Kristiern Nilsson (1417–42), Karl Knutsson (1442–48) inden hans tronbestigelse, Erik Axelsson (1457–81), Knut Jönsson Posse (1495–97), som slog russernes stormangreb den 30. november 1495 tilbage og blev berømt for den "viborgska smällen" og Sten Sture den ældre (1497–99).
Formentlig under Erik Axelsson Thotts tid i 1470-erne begyndte man at opføre forsvarsværker omkring byen. Vyborg kom til at ligne Visby med sin bymur, to munkeordner (dominikanere 1392 og franciskanere i begyndelsen af 1400-tallet), slot (Torgils Knutssons borg) og domkirke (omend den først officielt blev det år 1554, da Vyborgs stift oprettedes) ved grænsen til republikken Novgorod og senere Rusland. Det var en vigtig handelsplads for østeuropahandelen (via Hansaen med tjære som vigtigste eksportvare), ekspansionspolitik og den vesterlandske kristendoms yderste post, med en talrig mangekulturel befolkning, som talte svensk, finsk, russisk og tysk.

Befæstningsarbejderne fortsattes, lige til rigsgrænsen ved freden i Stolbova 1617 flyttedes længere mod øst. Erik 14. påbegyndte og Johan 3. fuldførte en befæstningsfirkant på russisk side, den såkaldte Ny-befästningen eller I-vallen, inden for hvilken en stor mængde borgere bosatte sig, og hvilken under 1600-tallet sammen med Siikaniemi (den nordlige forstad) og Pantsarlaks lige som den egentlige by regnedes til kommunen. Johan 3. anlagde tillige et blokhus på Siikaniemi, og 1588 påbegyndtes opførelsen af en bastion i italiensk stil. 1594 hærgedes Vyborg af en ødelæggende ildebrand, som tilmed skadede fæstningsværkerne. Efter at hertug Karl 1599 havde indtaget Vyborg, kom der på ny fart i befæstningsarbejderne både omkring byen og ved slottet, og i 1604 var anlæggelsen "i full defension", men så omfattende at 6.000–7.000 mands besætning var påkrævet.
Efter at Sverige havde erobret Kexholm og Nöteborg, mistede Vyborg sin militære betydning, og dets befæstninger vedligeholdtes derefter blot nødtørftigt; under byens regulering, anbefalet af Per Brahe d.y. og fra 1639 gennemført af ingeniør Anders Torstensson, fik de til og med lov til at forfalde. I 1653 brændte Vyborg endnu en gang. I 1676 istandsattes såvel bybefæstningen som slotsvolden. I 1681 blev det bestemt, at I-vallen skulle forstærkes og forsynes med flere forsvarsværker mod havet. I 1694 var befæstningerne så forfaldne at man med hest og slæde kunne køre ind gennem hullerne i mur og vold. Først 1703 fik Vyborg imidlertid egen fortifikationsstatus, og fra 1704 begyndte forstærkningsarbejder i henhold til Lorentz Kristoffer Stobées tegninger at blive gennemført.

### Russisk tid
Vyborg tilfaldt Rusland efter Den Store Nordiske Krig (1700–21). Efter sejrrigt at have udstået flere belejringer, således i 1411, 1495, 1555 og 1556 samt 1706, erobredes byen og slottet af russerne den 13. juni 1710 ved kapitulation efter en belejring som varede fra den 22. marts, og hvorunder byen og slottet var blevet forsvaret af Magnus Stiernstråle. I 1711 truedes Vyborg af svenskerne, men ved freden i Nystad 1721 tilfaldt byen Rusland. I stedet for de ødelagte Siikaniemi og Pantsarlaks opstod i 1700-tallet forstæderne Slobodden eller Petersborgske forstad i øst og Vyborgske forstad i nord på vestre hjørne af den såkaldte Slottsholmen (som ikke må forveksles med den lille holm på hvilken slottet ligger). På sydsiden af Slottsholmen anlagdes under kejserinde Annas regering (1730–1740) fæstningsværkerne Kron S:tæ Annæ, senere atter opgivet.
Ved den russiske erobring skete væsentlige forandringer i byens kommunale og økonomiske liv. Byen mistede blandt andet sin markedsplads ved Lappvesstrand (Villmanstrand), hvor borgerne tidligere i flere uger havde handlet med Karelens bønder, men den bevarede sin betydning som eksporthavn for trælast og som kulturcentrum med tysk som borgerskabets sprog. Efter det såkaldte Gamla Finlands forening med storfyrstendømmet Finland i 1811 begyndte en tid med ny udvikling. Vyborg blev residensby i Vyborgs län, og Vyborgs hovrätt indrettedes 1839. Ved åbningen af Saima kanal i 1856 og anlæggelsen af jernbaner til Sankt Petersborg i 1870 og Joensuu i 1894 udvidedes handelsområdet. Under Krimkrigen gjorde englænderne den 1. juli 1855 et landgangsforsøg. Efter at Vyborg var kommet under russisk dominans, forbedredes byens befæstninger, og mod landsiden anlagdes nogle fremskudte forsvarsværker. Det vigtigste af indløbene, Trångsund (nu Vysotsk), blev i 1864 forsynet med et par batterier, og også sejlruten mellem Niemelasaari og Mustasaari blev afspærret med nogle forsvarsværker på disse øer. Under 1. verdenskrig anlagdes yderligere nogle befæstninger.

### Under Finland
Under den finske borgerkrig bemægtigede de "røde" sig, understøttet af russiske tropper, i slutningen af januar 1918 Vyborg, som i tre måneder forblev på deres hænder, indtil Carl Gustaf Mannerheims hær efter seks dages belejring indtog byen med storm den 29. april.
Lige til 1918 var byen en fæstning, omgivet på flere sider med volde, hvilke havde udgjort en betydningsfuld forhindring for dens udvikling. Under den finske tid udgjorde Vyborg et betydningsfuldt forretningsmidtpunkt, hvor handelen i det østlige Finland koncentreredes. Byens beliggenhed ved Saimaa kanalens sydlige indløb gjorde, at importvarerne kunne omlastes på mindre fartøjer for videre befordring til steder ved Saima-søsystemet, mens på den anden side størstedelen af trævareeksporten fra savværkerne ved Saima og fra store dele af Karelen gik over udhavnen Trångsund, omkring 12 km fra byen.
Under mellemkrigstiden voksede Vyborg stærkt og var Finlands næststørste by med 86.000 indbyggere i 1939.
I 1939 angreb Sovjetunionen Finland. Det lykkedes ikke Sovjetunionen under krigen at besætte Vyborg, men ved Moskvafreden efter Vinterkrigen (1939–40) måtte Finland afgive det Karelske Næs og dermed også Vyborg, til Sovjetunionen. Hele befolkningen evakueredes til Finland. Efter udbruddet af Fortsættelseskrigen 1941 genvandt Finland byen, og mange af dens indbyggere vendte tilbage, men under krigens afsluttende del 1944 besatte sovjetiske tropper størstedelen af byens område på ny. Ved Parisfreden 1947 blev byen afstået til Sovjetunionen. Indbyggerne var blevet evakueret, og Sovjetunionen befolkede byen med egne borgere.

### Efter 2. verdenskrig
Vyborg har fortsat en speciel rolle i Finland. Finlændere besøger byen, og en række finske tiltag er gjort for at styrke byen efter det sovjetiske styre. Byen gør sig regelmæssigt påmindet i for eksempel finsk litteratur og film. Parken Monrepos fylder en særskilt, nærmest mytologisk rolle for mange i Finland. I denne forstand er Vyborg fortsat en finsk by.
Nutidens Vyborg er et populært turistmål blandt finner, og det er let at rejse til Vyborg både med bus og tog. Byen rummer gamle, finske bygninger, som er i temmelig dårlig forfatning; det mest kendte er Vyborgs bibliotek tegnet af Alvar Aalto.

## Svenske statholdere i Vyborg
- Årene omkring 1318 Efflerus
- Årene 1371–1386 Bo Jonsson (Grip). Slottet styredes under dennes tid af ulige slotsfogeder.
- Årene 1418–1442 Krister Nilsson (Vasa)
- Årene 1442–1448 Karl Knutsson (Bonde)
- Årene 1457–1480 Erik Axelsson (Tott)
- Årene 1480–1483 Lars Axelsson (Tott)
- Årene omkring 1483 Ivar Axelsson (Tott)
- Årene 1485–1499 Sten Sture den ældre, som besøgte Vyborg i hvert fald 1485, 1488 och 1496. Slottet styredes under dennes tid af forskellige slotsfogeder, blandt hvilke den mest kendte var Knut Jönsson Posse.
- Årene 1499–1511 Erik Turesson (Bielke)
- Årene 1511–1513 Gunilla Bese
- Årene 1513–1520 Tönne Eriksson (Tott)
- Årene 1520–cirka 1523 Rolof Mattsson
- Årene 1525–1534 Johan av Hoya
- Årene 1534–1545 Nils Grabbe
- År 1602 Arvid Tönnesson Wildeman
- Jöns Knutsson Kurck

## Seværdigheder
Den vigtigste seværdighed er Vyborg Slot fra slutningen af 1200-tallet. Rundt om byen fandtes (som i den eneste finske by) en middelaldermur, der blev nedrevet i 1800-tallet. Enkelte tårne er dog bevaret.

## Berømte finske vyborgensere
- Martti Ahtisaari, præsident (1937–2023)
- Kaj Franck, formgiver (1911–1989)
- Ami Hauhio, kunstner (1912–1955)
- Laila Hirvisaari, forfatter (1938–2021)
- Gustav Hägglund, general (1938–)
- Eero Järnefelt, kunstmaler (1863–1937)
- Elina Karjalainen, forfatter (1927–2006)
- Juho Lallukka, Rigsdagsmedlem, kunstforsker (1852–1913)
- Erkki Liikanen, musiker (1943–)
- Edwin Linkomies, statsminister (1894–1963)
- Jussi Linnamo, minister (1924–2004)
- Otto-Iivari Meurman, arkitekt (1890–1994)
- Veijo Meri, forfatter (1928–2015)
- Ernst Mielck, komponist (1877–1899)
- Uuno Montonen, skuespiller (1891–1973)
- Kari Neilimo, SOK's koncernchef (1943–)
- Masa Niemi, skuespiller (1914–1960)
- Auvo Nuotio, musiker (1917–1985)
- Armas J. Pulla, forfatter (1904–1981)
- Georg Edvard Ramsay, general (1834–1918)
- Ossi Runne, musiker, kapelmester (1927–2020)
- Sten Suvio, bokser, olympisk medaljevinder (1911–1988)
- Einari Teräsvirta, arkitekt, olympisk medaljevinder (1914–1995)
- Lauri Törni, major (1919–1965)
- Sam Vanni, kunstmaler (1908–1992)